# Beli (satélite)
Beli, también conocido como S/2004 S 30, es un satélite natural de Saturno. Su descubrimiento fue anunciado por Scott S. Sheppard, David C. Jewitt y Jan Kleyna el 7 de octubre de 2019 a partir de observaciones tomadas entre el 12 de diciembre de 2004 y el 21 de marzo de 2007.
S/2004 S 30 tiene unos 4 kilómetros de diámetro y orbita a Saturno a una distancia promedio de 20 396 Gm en 1087,84 días, con una inclinación de 157,5.º a la eclíptica, en dirección retrógrada y con una excentricidad de 0,113.
Debido a un error en el anuncio inicial de S/2004 S 30, fue anunciado por el Centro de Planetas Menores con exactamente la misma órbita que S/2004 S 25. El problema se corrigió más tarde el mismo día.